# Sneeuwbelasting

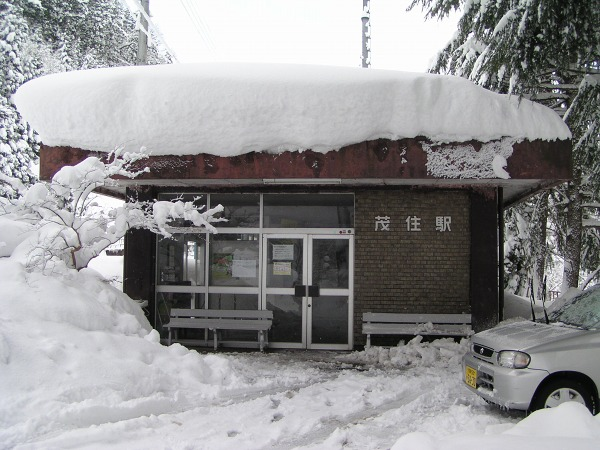
Dik pak sneeuw op een dak.

Sneeuwbelasting is de mechanische belasting die sneeuw uitoefent op een voorwerp, bijvoorbeeld een dak van een gebouw.
Het is bij het ontwerpen van bouwwerken en kunstwerken van belang om bij de sterkteberekeningen rekening te houden met het gewicht van de sneeuw, naast andere krachten als windbelasting die in de berekeningen dienen te worden betrokken. Terwijl men in Nederland doorgaans rekent met belastingen van 70 kilogram per vierkante meter, geldt in de Alpen in vele gebieden het tienvoudige.

## Nederland
Sneeuwbelasting op constructies wordt in Nederland berekend met NEN-EN 1991-1-3: Algemene belastingen - Sneeuwbelasting. Voor de invoering van de Eurocode werd hiervoor NEN 6702 (Belastingen en vervormingen) toegepast. In deze normen is sneeuwbelasting aangeduid als veranderlijke belasting.
Uitgangspunt voor de bepaling van de sneeuwbelasting is een rapport van het KNMI waarin een sneeuwdikte van 35 cm in het oosten van Nederland met een herhalingstijd van 50 jaar is vastgesteld. Dit is van toepassing verklaard in het hele land en met een soortelijke massa van de sneeuw van 200 kg/m³ als uitgangspunt. Hieruit volgt de sneeuwbelasting op de grond: p = 0,7 kN/m² (druk van 700 newton per vierkante meter).
Voor de bepaling van de sneeuwbelasting op een dak moeten vormfactoren worden meegerekend. Voor platte en licht hellende daken tot 30 graden is deze factor 0,8. De basissneeuwbelasting voor de meest voorkomende dakvormen is daarmee dan prep = 0,8 × 0,7 = 0,56 kN/m² (56 kg/m²). Een extra reductiefactor is niet toegestaan wanneer "het dak uit alle richtingen ongehinderd, door wind kan worden aangeblazen, [...] terwijl op het dak geen grote randen of uitsteeksels van betekenis aanwezig zijn". Het blootstellingscoëfficiënt is in heel Nederland vastgesteld op 1,00.
| Soort gebouw                             | Veiligheidsklasse           | Bouwbesluit nieuwbouw (NEN 6702) | Bouwbesluit bestaande bouw | Eenheid |
| ---------------------------------------- | --------------------------- | -------------------------------- | -------------------------- | ------- |
| gebouwen algemeen                        | hoogste veiligheidsklasse 3 | 84 (met reductie 63)             | 54 (met reductie 40,5)     | kg/m²   |
| industriefunctie met max. twee bouwlagen | veiligheidsklasse 2         | 63 (met reductie 47)             | 51 (met reductie 38)       | kg/m²   |
| lichte industriefunctie                  | laagste veiligheidsklasse 1 | 58 (met reductie 43,5)           | 32 (met reductie 24)       | kg/m²   |

In de loop van 2010 werd de indeling van de tabel en dientengevolge de sneeuwbelastingwaarden worden aangepast aan de Europese regelgeving, maar Nederland heeft gekozen voor een nationale Annex zodat het dan als één gebied zal worden beschouwd met een basissneeuwbelasting van 0,7 kN/m² = 70 kg/m². Daarmee keert de regelgeving nagenoeg terug naar de periode 1949-1972 waarin volgens de norm NEN 1055 de sneeuwbelasting werd gesteld op 70 kg/m².